# 高锝酸铯
高锝酸铯，化学式 CsTcO4，是铯的高锝酸盐。

## 制备
高锝酸铯可以由碳酸铯和高锝酸铵反应而成。
{\displaystyle {\ce {Cs2CO3 + 2 NH4TcO4 -> 2 CsTcO4 + (NH4)2CO3}}}

## 性质
高锝酸铯是正交晶系的，空间群 Pnma (No. 62)。它的晶格参数为 a = 572.6 pm、b = 592.2 pm 和c = 1436 pm。高锝酸根中的 Tc–O-键长为 164.0 pm ，O–Tc–O 键角为 112.9°。